# Mariánské Lázně

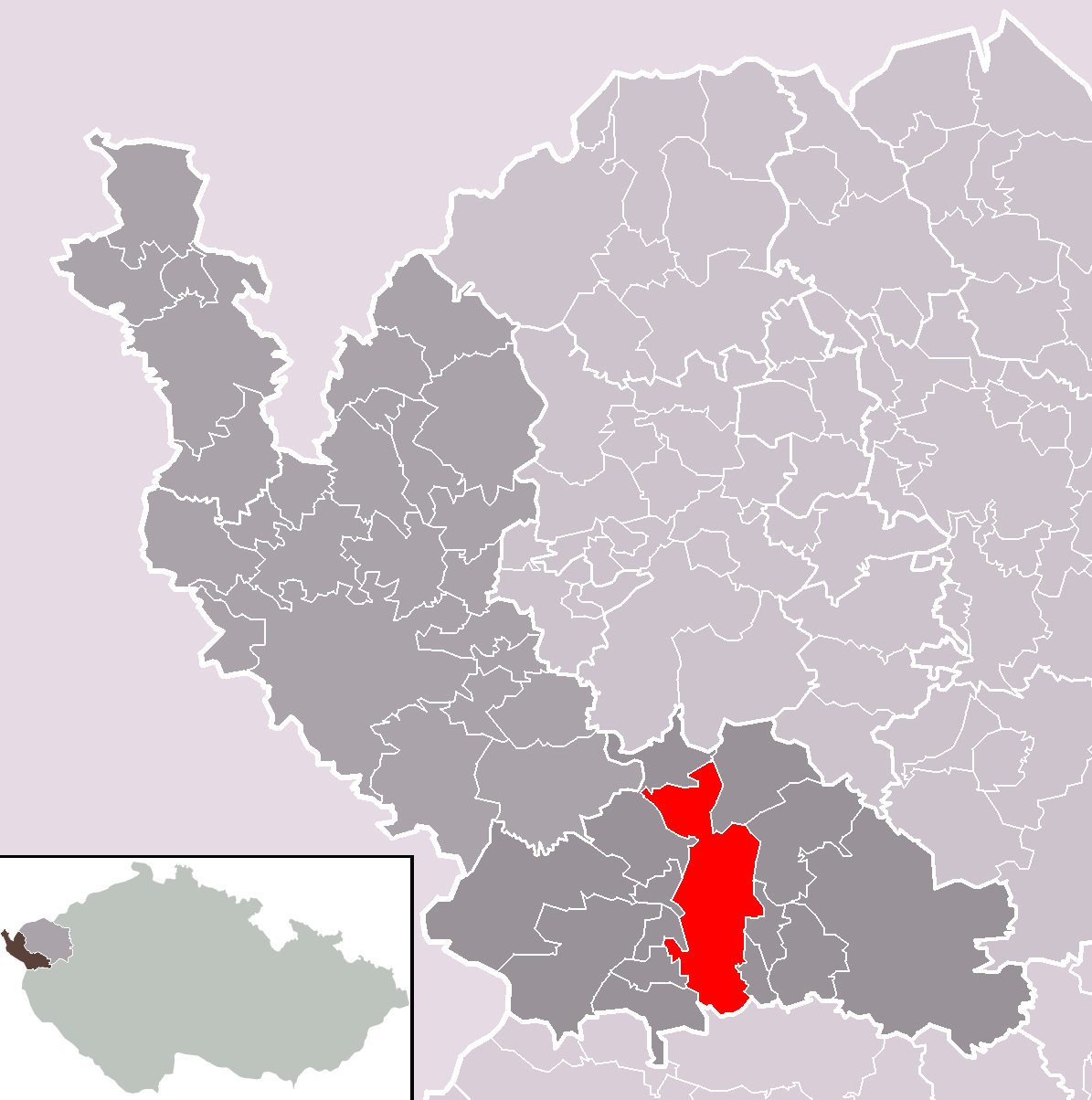
A város közigazgatási területe

Mariánské Lázně (németül Marienbad) gyógyfürdőjéről nevezetes város Csehországban a Karlovy Vary-i kerület Chebi járásában. 2021 óta az Európa nagy fürdővárosai világörökségi helyszín része.

## Földrajza
Közigazgatásilag Csehország Karlovy Vary kerületében a Chebi járásban található. Az ország nyugati részén, Chebtől 25 km-re délkeletre, 578 m tengerszint feletti magasságban fekszik. Lakosainak száma 14 083 (2005).

## Története

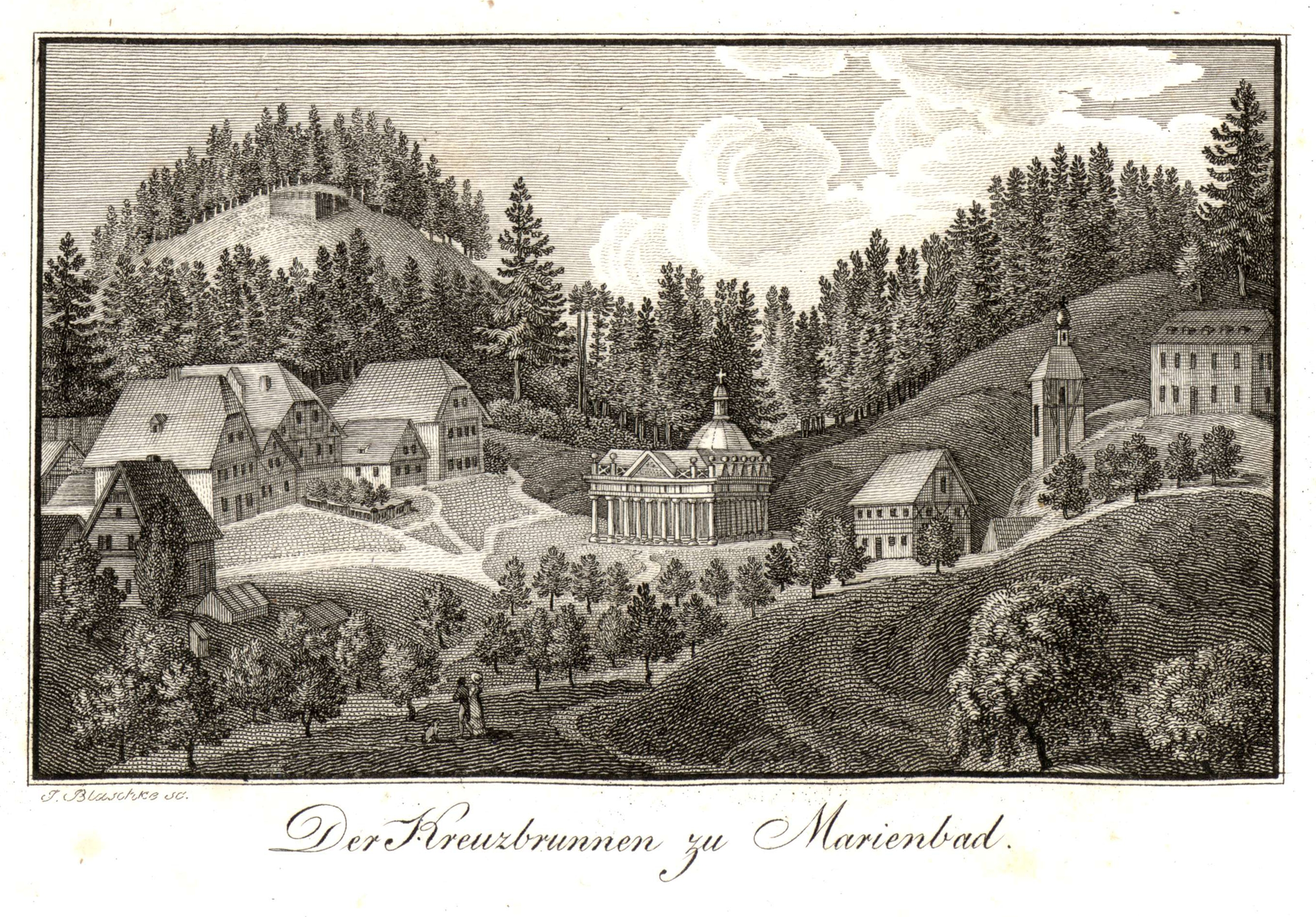
Mariánské Lázně, 1815

Gyógyforrásait már a 18. században ismerték. Az 1805-ben alapított fürdőhely 1812-ben vette fel a Mariánské Lázně helységnevet, egyik gyógyforrása nevének alapján, majd pedig 1818-ban hivatalosan is gyógyfürdőhellyé nyilvánították, melynek következtében fejlődése jelentős mértékben felgyorsult. Központi parkját 1818-ban Václav Skalník tervezte. Épületeinek egy részét a 19. század első felében Jiří Fischer tervei alapján építették. A települést 1865-ben városi rangra emelték. A város jelenlegi arculata az 1870 és az 1914 közötti időszakban alakult ki. Épületeinek jelentős része ekkor épült fel. Fürdővendégeinek száma a 20. század kezdetén már elérte az évenkénti 25 000 személyt. Jelenleg évente megközelítőleg 40 000 vendég kezelését látják el.

## Közigazgatás
A település részei:
- Hamrníky
- Chotěnov-Skláře
- Kladská
- Mariánské Lázně
- Stanoviště
- Úšovice

## Gyógyforrásai
A gyógyforrások vize – különböző összetételük miatt – a betegségek kezelésének széles körében alkalmazható, de főleg anyagcsere-, vese-, légzőszervi-, bőr-, idegrendszeri- és mozgásszervi-betegségek kezelésére alkalmazzák. Közvetlenül a fürdő területén több mint 40 gyógyforrás található, melyek közül a legismertebbek:
- Křížový (magyarul Kereszt) forrás, mely ásványi anyagokban rendkívül gazdag, s egyben a legnevezetesebb.
- Rudolf forrás
- Lesní (magyarul erdei) forrás
- Ferdinand forrás

## Kulturális élet
- Nemzetközi zenei és kulturális fesztiválok
- Chopin Fesztivál
- Mozart Fesztivál (októberben)
- Fürdőszezonnyitó ünnepségek (májusban)

## Nevezetességei
- Szűz Mária templom (1848)
- Evangélikus templomát 1857-ben építették.
- Színház (1866)
- Ortodox templom (1901)
- A fürdő oszlopcsarnoka (csehül Kolonáda) 1889-ből származik.
- Zenélő szökőkút az oszlopcsarnok közelében.
- Városi Múzeum

## Népesség
A település népessége az elmúlt években az alábbi módon változott:
| Lakosok száma | 2582 | 5012 | 10 183 | 9178 | 17 932 | 14 741 | 13 042 | 12 800 | 12 237 | 14 225 |
|               | 1869 | 1890 | 1921   | 1950 | 1980   | 2001   | 2017   | 2019   | 2022   | 2024   |